# Alfa Molo
Alfa Molo (auch: Alpha Molo Baldé, Alfa Moolo, Alfa Molloh; * 1820er Jahre in Soulabaly, Casamance; † 1881 in Dandu, bei Bafatá in Guinea-Bissau) gründete im 19. Jahrhundert das Reich Fouladou.

## Leben
Alfa Molo wurde als Molo Egue Anfang des 19. Jahrhunderts in dem Dorf Soulabaly geboren, das 37 Kilometer nördlich von Kolda liegt und damals Teil des Mandinka-Staates Jimara war. Soulabaly ist inzwischen eines der Dörfer der Landgemeinde Ndorna im Département Médina Yoro Foulah. Die Familie seines Vaters waren Bambara, die als Gefangene versklavt worden waren. Sein Großvater Fali wurde von Samba Egue, einem vornehmen Peul, gekauft. Seinen Vater Malal Coulibaly ließ er frei und gab ihm eine Frau aus seiner Familie zur Ehe. Aus dieser Verbindung gingen mehrere Kinder hervor, darunter Molo Egue und sein Bruder Bakari Demba. Die Geburtsdaten sind unbekannt. Sein Vater brachte ihm das Jagen bei und er erwarb sich einen Ruf als Elefantenjäger. Im Alter von 15 Jahren verlor er seinen Vater, der ihm auch die Grundlagen des Kriegshandwerks vermittelt hatte. Danach begab er sich nach Timbo im Fouta Djallon um sich dem Studium des Koran zu widmen und kam als islamischer Konvertit zurück in sein Dorf. Er heiratete Kumba Ude, eine junge Peul, und hatte von ihr zwei Söhne, Moussa Molo und Dikori Kumba. Seit seiner Rückkehr führte er den Titel eines „Alfa“. Dieser Titel wies ihn als „geistlichen Führer“ aus.
Es war wohl 1846 oder 1847, als der Marabout Al Hadj Omar Tall auf einer Reise die Gegend durchquerte und eines Tages, als Molo Egue gerade auf der Jagd war, mit seiner Begleitung vor seinem Haus unter Bäumen rastete. Seine Frau Kumba Ude lud die Fremden in das Haus ein, aber diese begnügten sich damit, dass sie ihnen Essen und Trinken nach draußen brachte. Als Molo Egue mit Beute von der Jagd zurückkam, bedankte er sich bei seiner Frau, dass sie den Marabout bewirtet hatte und lud ihn ein, einige Tage in seinem Haus zu verweilen. Als er schließlich weiterzog, bedankte er sich wärmstens bei seinem Gastgeber, der ihn noch ein Stück des Weges nach Süden begleitete. Als sie sich trennten, sagte Al-Haddsch Omar ihm voraus, dass er dazu bestimmt sei, das Haupt der Fula zu sein. Er werde sie im Kampf gegen die Malinké anführen, solle aber ein Zeichen abwarten, das ihm zeigen würde, wann seine Zeit gekommen sei. Der Ort, an dem beide sich trennten, war das Ufer des Rio Geba bei dem Dorf Dandu (andere Schreibweise Dando) in der Nähe von Bafatá. Er sagte zu dem Marabout: „Hier halte ich an.“ Daraufhin sagte dieser ihm voraus, dass sich seine Macht bis auf dieses Dorf erstrecken werde, immerhin 120 Kilometer südlich von Soulabaly. Sehr verwirrt von diesen Weissagungen kehrte er nach Hause zurück zu seiner Frau, die gerade mit seinem zweiten Sohn Moussa Molo schwanger war. Es sollten tatsächlich noch rund zwanzig Jahre ins Land gehen, bis Alfa Molo die ersten Kampfhandlungen begann.
1854 Unternahm Alfa Ibrahima von Labé, der Vater von Alfa Yaya von Labé, einen vergeblichen Vorstoß in Richtung des Gambia-Flusses bei Niamina, um die Möglichkeiten des Widerstands gegen das Reich Kaabu zu erkunden. Dieses wiederum schickte 1862 eine aus Infanteristen und Reitern zusammengesetzte Armee von 2000 Mann zu einer Strafaktion gegen die Peul in die Provinz Firdu und besetzte dann einen Teil von Pakao und terrorisierten dort die Peul. Diese flohen in aller Hast in die Uferwälder des Gambia und Soungrougrou. Die verlassenen Dörfer wurden niedergebrannt und alle Gefangenen wurden geköpft. Im September 1865 kam aus Sédhiou die Nachricht von einer Niederlage der Kaabu-Truppen gegenüber denen aus Futa. Die Peul hatten mit einem Teil ihrer Truppen einen Kaabu-Prinzen unterstützt, der sich gegen seinen König auflehnte, aber der rebellische Prinz wechselte die Seite und wandte sich gegen seine neuen Verbündeten.
Im Wald von Ndorna, damals der Rückzugsort aller Jäger der Provinz Firdou, entstand in den 1860er Jahren die Idee des Aufstandes gegen das Mandinkareich Kaabu. Hier trafen sich die Hauptakteure wie Alfa Molo, Samba Keno und Dialigué. Alle Peul, ob Adlige oder Sklaven, schlossen hier schließlich einen heiligen Bund zum gemeinsamen Kampf gegen Kaabu.
Bei der Belagerung, Erstürmung und dem Untergang von Kansalá, der Hauptstadt des Königreiches Kaabu am 13. Mai 1867 war Alfa Molo einer der Heerführer in der 32.000 Mann starken Armee des Alfa Ibrahima von Labé, einem der Herrscher in Futa Djalon.
Nach der Vernichtung des Kaabu-Reiches sah Alfa Molo 1869 die Zeichen für den Befreiungskampf in der Provinz Firdou erfüllt und begann einen Guerillakrieg gegen die Mandinka-Herrschaft. Zwar konnte er ihr Machtzentrum, den Tata von Kasuko (andere Schreibweise Kasonko, späterhin umbenannt in Hamdallahi oder Hamdallaye Moussa Molo) zerstören und ihren Führer Karabunting Sane töten, aber die Mandinka gaben nicht auf und holten Verstärkung. Zeitweilig musste sich Alfa Molo in den imposanten Tata zurückziehen, den er sich in Ndorna errichtet hatte. Aber auch er hatte Verbündete. Mit den Franzosen in Sédhiou stand er sich gut und Alfa Ibrahima von Labé schickte ihm auf sein Ersuchen gegen Tributleistung Verstärkung. Auch die militärische Unterstützung durch den Almamy von Bondu konnte er gewinnen. Allerdings gab es auch Intrigen aus den eigenen Reihen, deren er sich zu erwehren hatte. Vornehmlich Samba Egué bestritt von Anfang an die Legitimität der Herrschaft Alfa Molos wegen seiner Herkunft aus einer Familie von Sklaven, ein typischer Konflikt zwischen Adeligen und Sklaven innerhalb der Peul-Gesellschaft. Samba Egué war als Sohn von Guéladio von adeliger Abstammung und zudem war Malal Coulibaly, der Vater von Alfa Molo, sein Sklave gewesen, den er freigelassen hatte. Schon zu Beginn des Aufstandes verweigerte Samba Egué die Gefolgschaft, verließ mit seiner Familie Soulabaly und ließ sich westlich von Kolda in Boguel nieder. Im September 1880 kam es zur offenen Rebellion und nach einer zweimonatigen Belagerung von Boguel endete dieses „Brudermord-Duell“ (duel fratricide) schließlich am 6. November 1880, als Samba Egué bei einem gescheiterten Ausfall aus dem Dorf zu Tode kam.
Gealtert und krank spürte Alfa Molo, dass es auch mit ihm zu Ende ging. Er zog sich nach Dandu zurück, dem Ort, an dem der Marabout ihm seine Zukunft vorausgesagt hatte. Er vertraute seine Frauen und sein Vieh seinem Bruder Bakari Demba an. Die Befehlsgewalt übergab er seinem Lieblingssohn Moussa Molo, der sodann dem französischen Kommandanten in Sédhiou am 2. Januar 1881 zwei Rinder als Geschenk überbringen ließ. Einige Zeit später starb der König. Vom Tod seines Vaters benachrichtigt, nahm Moussa Molo an der Beerdigung in Dandu teil und kehrte mit den Kleidern des Verstorbenen nach Ndorna zurück. Alfa Molo starb 1881, wie es hieß an einer Krankheit, die Kalia genannt wurde (Elephantiasis). Er scheint bis an sein Lebensende ein treuer Vasall des Alfa Ibrahima von Labé gewesen zu sein.
Alfa Molo hatte den Wunsch geäußert, dass sein Sohn Moussa Molo ihm in als König folgen solle und dieser zeigte sich auch willens, die Nachfolge anzutreten. Aber die Erblichkeit der Königswürde hatte bei den Peul keine Tradition. Vielmehr unterstützte der Rat der Noblen die Ansprüche von Bakari Demba, dem Bruder des Verstorbenen. Dies führte zum Bürgerkrieg.

## Ehrungen
Das erste Gymnasium in Kolda trägt den Namen lycée Alpha Molo Baldé